# Port Augusta City
Koordinaten: 32° 30′ S, 137° 46′ O

Die City of Port Augusta ist ein lokales Verwaltungsgebiet (LGA) im australischen Bundesstaat South Australia. Das Gebiet ist 1153 km² groß und hat etwa 13.800 Einwohner (2016).
Port Augusta liegt am Nordende des Spencer-Golfs etwa 280 Kilometer nordwestlich der Metropole Adelaide. Das Gebiet beinhaltet drei Ortsteile und Ortschaften: Port Augusta, Miranda und Stirling North. Der Verwaltungssitz des Councils befindet sich in der Stadt Port Augusta im Norden der LGA.

## Verwaltung
Der City Council von Port Augusta hat zehn Mitglieder, die neun Councillor und der Vorsitzende und Mayor (Bürgermeister) des Councils werden von den Bewohnern der LGA gewählt. Port Augusta ist nicht in Bezirke untergliedert.